# Torneo Interbritannico 1901
Il Torneo Interbritannico 1901 fu la diciottesima edizione del torneo di calcio conteso tra le Home Nations dell'arcipelago britannico. Il torneo fu vinto dalla nazionale inglese. 

## Risultati
| Data             | Luogo       | Squadra 1   | Risultato | Squadra 2 |
| ---------------- | ----------- | ----------- | --------- | --------- |
| 23 febbraio 1901 | Glasgow     | Scozia      | 11 - 0    | Irlanda   |
| 2 marzo 1901     | Wrexham     | Galles      | 1 - 1     | Scozia    |
| 9 marzo 1901     | Southampton | Inghilterra | 3 - 0     | Irlanda   |
| 18 marzo 1901    | Newcastle   | Inghilterra | 6 - 0     | Galles    |
| 23 marzo 1901    | Belfast     | Irlanda     | 0 - 1     | Galles    |
| 30 marzo 1901    | Londra      | Inghilterra | 2 - 2     | Scozia    |

## Classifica
| Pos | Squadra     | Pti | G | V | N | P | GF | GS |
| --- | ----------- | --- | - | - | - | - | -- | -- |
| 1   | Inghilterra | 5   | 3 | 2 | 1 | 0 | 11 | 2  |
| 2   | Scozia      | 4   | 3 | 1 | 2 | 0 | 14 | 3  |
| 3   | Galles      | 3   | 3 | 1 | 1 | 1 | 2  | 7  |
| 4   | Irlanda     | 0   | 3 | 0 | 0 | 3 | 0  | 15 |

## Vincitore
| Campione 1901 Inghilterra |